# Jerzy Kołodziej
Jerzy (George) Józef Kołodziej (ur. 17 maja 1968 w Dobrej) – polski duchowny rzymskokatolicki, salwatorianin, biskup diecezjalny Bunbury od 2025.

## Życiorys
Urodził się 17 maja 1968 w Dobrej. Dorastał z Wilczycach. W 1987 wstąpił do zakonu salwatorianów. 8 września 1992 złożył w Bagnie śluby zakonne, a 28 maja 1994 w Trzebini kardynał Franciszek Macharski, arcybiskup metropolita krakowski, udzielił mu święceń prezbiteratu. Uzyskał magisteria z teologii i z psychoterapii. Ukończył studia podyplomowe z zakresu terapii uzależnień.
W 1994 został wysłany do Regionu Australijskiego Salwatorianów, gdzie podjął pracę duszpasterską w archidiecezji Perth i diecezji Bunbury. W 1996 został wikariuszem parafii św. Antoniego w Greenmount, w 1997 kapelanem w Chisholm Catholic College, a w 1999 wicesuperiorem Regionu Australijskiego. W 2000 został skierowany do diecezji Broken Bay. W latach 2001–2008 był kapelanem w St Leo’s Catholic College, w latach 2001–2003 wikariuszem parafii Pymble, w latach 2003–2008 wikariuszem parafii East Gosford, a w latach 2008–2018 proboszczem parafii Pittwater. Angażował się w duszpasterstwo młodzieży, organizował wyjazdy na Światowe Dni Młodzieży. Należał do rady kapłańskiej i kolegium konsultorów diecezji. W 2017 został członkiem Salwatoriańskiej Komisji Formacyjnej, objął funkcję ojca duchownego w Domu Formacyjnym Salwatorianów w Melbourne. W 2018 został superiorem Regionu Australijskiego, a w 2019 również dyrektorem Centrum Duchowości Salwatoriańskiej i kapelanem w Biurze Edukacji Katolickiej Zachodniej Australii. Wszedł w skład Rady Katolickich Zgromadzeń Zakonnych w Australii, Rady Katolickiego Duszpasterstwa Młodzieży i Rady Związku Rodziców Katolickich Szkół.
Pracował również jako psychoterapeuta uzależnień w centrum rehabilitacji na Centralnym Wybrzeżu w Nowej Południowej Walii.
6 stycznia 2025 papież Franciszek mianował go biskupem diecezjalnym Bunbury. 19 marca 2025 przyjął święcenie biskupie i odbył ingres do katedry św. Patryka w Bunbury. Głównym konsekratorem był Timothy Costelloe, arcybiskup metropolita Perth, a współkonsekratorami Gerard Holohan, biskup senior diecezji Bunbury, i Karol Kulczycki, biskup diecezjalny Port Pirie.